# Resolutie 1617 Veiligheidsraad Verenigde Naties
Resolutie 1617 van de Veiligheidsraad van de Verenigde Naties werd op 29 juli 2005 unaniem door de VN-Veiligheidsraad aangenomen en verlengde de waarnemingsgroep die toezag op de uitvoering van maatregelen tegen terrorisme met zeventien maanden.

## Inhoud

### Waarnemingen
Men was bezorgd om het gebruik dat terreurgroepen als Al Qaida en de Taliban maakten van media als het internet om hun propaganda te verspreiden en aan te zetten tot terreurgeweld.
Verder was er bezorgdheid dat zij gebruik maakten van draagbare luchtafweersystemen, springstoffen en chemische-, biologische- en kernwapens.

### Handelingen
Alle landen moesten de financiële middelen van deze terreurgroepen bevriezen, voorkomen dat terroristen op hun grondgebied kwamen en dat wapens aan hen verkocht werden. Ook moesten ze gestolen of verloren paspoorten zo snel mogelijk invalideren en dit via Interpol bekendmaken.
Voorts werd het comité dat met resolutie 1267 was opgericht gevraagd het mandaat van de waarnemingsgroep in New York met zeventien maanden te verlengen. De taken van die groep waren in bijlage opgesomd.

### Annex I bij resolutie 1617
De waarnemingsgroep moest de maatregelen die — met eerdere resoluties — tegen terrorisme waren genomen beoordelen, erop toezien en aanbevelingen doen inzake de uitvoering ervan. Hieromtrent moest ze ook actief bij de lidstaten op zoek gaan naar informatie.

### Annex II bij resolutie 1617 - Controlelijst van het 1267-Comité
De tweede bijlage was een formulier dat landen aan het comité moesten bezorgen met gegevens over personen en ondernemingen die op de sanctielijst van het comité voorkwamen.

## Verwante resoluties
- Resolutie 1566 Veiligheidsraad Verenigde Naties (2004)
- Resolutie 1611 Veiligheidsraad Verenigde Naties
- Resolutie 1624 Veiligheidsraad Verenigde Naties
- Resolutie 1735 Veiligheidsraad Verenigde Naties (2006)

Lijst ·  1581 ·  1582 ·  1583 ·  1584 ·  1585 ·  1586 ·  1587 ·  1588 ·  1589 ·  1590 ·  1591 ·  1592 ·  1593 ·  1594 ·  1595 ·  1596 ·  1597 ·  1598 ·  1599 ·  1600 ·  1601 ·  1602 ·  1603 ·  1604 ·  1605 ·  1606 ·  1607 ·  1608 ·  1609 ·  1610 ·  1611 ·  1612 ·  1613 ·  1614 ·  1615 ·  1616 ·  1617 ·  1618 ·  1619 ·  1620 ·  1621 ·  1622 ·  1623 ·  1624 ·  1625 ·  1626 ·  1627 ·  1628 ·  1629 ·  1630 ·  1631 ·  1632 ·  1633 ·  1634 ·  1635 ·  1636 ·  1637 ·  1638 ·  1639 ·  1640 ·  1641 ·  1642 ·  1643 ·  1644 ·  1645 ·  1646 ·  1647 ·  1648 ·  1649 ·  1650 ·  1651